# Belmont-sur-Lausanne
Belmont-sur-Lausanne ist eine politische Gemeinde im Bezirk Lavaux-Oron des Kantons Waadt in der Schweiz.

## Geographie
Belmont-sur-Lausanne liegt auf 610 m ü. M., 3,5 km östlich der Kantonshauptstadt Lausanne (Luftlinie). Das Dorf erstreckt sich am steilen südlichen Abhang der Hochfläche des Jorat, östlich des Tals der Paudèze, an aussichtsreicher Lage rund 230 m über dem Seespiegel des Genfersees.
Die Fläche des 2,6 km² grossen Gemeindegebiets umfasst einen kleinen Abschnitt des Südhangs des Jorat im äussersten Westen des Lavaux. Die westliche und nordwestliche Grenze bildet das in den Hang eingetiefte, bewaldete Tal der Paudèze, die Südgrenze verläuft entlang ihres linken Seitenbachs Le Flonzel. Der Gemeindeboden erstreckt sich im Nordosten bis auf die nördlich des Genfersees anschliessende Hochfläche, auf der mit 816 m ü. M. der höchste Punkt von Belmont-sur-Lausanne erreicht wird. Von der Gemeindefläche entfielen 1997 31 % auf Siedlungen, 30 % auf Wald und Gehölze, 38 % auf Landwirtschaft und etwas weniger als 1 % war unproduktives Land.
Zu Belmont-sur-Lausanne gehören ausgedehnte neue Wohnquartiere, der Weiler Le Signal de Belmont (770 m ü. M.) oberhalb des Dorfes und einige Einzelhöfe. Nachbargemeinden von Belmont-sur-Lausanne sind Pully, Savigny, Lutry und Paudex.

## Bevölkerung
Mit 3898 Einwohnern (Stand 31. Dezember 2023) gehört Belmont-sur-Lausanne zu den mittelgrossen Gemeinden des Kantons Waadt. Von den Bewohnern sind 87,3 % französischsprachig, 5,9 % deutschsprachig und 1,6 % englischsprachig (Stand 2000). Die Bevölkerungszahl von Belmont-sur-Lausanne belief sich 1850 auf 455 Einwohner, 1900 auf 491 Einwohner. Seit 1950 (405 Einwohner) wurde eine rasante Bevölkerungszunahme mit einer Versiebenfachung der Einwohnerzahl innerhalb von 50 Jahren beobachtet.

## Wirtschaft
Belmont-sur-Lausanne war bis in Mitte des 20. Jahrhunderts ein vorwiegend durch die Landwirtschaft geprägtes Dorf. Heute hat der Ackerbau nur noch eine untergeordnete Bedeutung in der Erwerbsstruktur der Bevölkerung. Am Hang unterhalb des Ortes befindet sich ein kleines Weinbaugebiet.
Im Tal der Paudèze wurden im 17. Jahrhundert Kohlevorkommen entdeckt. Die Stein- und Braunkohle wurde besonders in der Zeit zwischen 1771 und 1796, in der zweiten Hälfte des 19. Jahrhunderts und während der beiden Weltkriege abgebaut und verhüttet. Weitere Arbeitsplätze sind im Kleingewerbe und im Dienstleistungssektor vorhanden (Informationstechnologie, Möbelgeschäfte und eine Druckerei). In Belmont-sur-Lausanne befindet sich seit 1964 die Kunststiftung Hans und Joram Deutsch, 1989 wurde das Museum Fondation Deutsch eröffnet.
In den letzten Jahrzehnten hat sich das Dorf dank seiner attraktiven Lage zu einer Wohngemeinde entwickelt. Viele Erwerbstätige sind deshalb Wegpendler, die vor allem in Lausanne arbeiten.

## Verkehr
Die Gemeinde ist verkehrstechnisch gut erschlossen, die Hauptzufahrt erfolgt von Lutry. Der Autobahnanschluss Belmont an der 1974 eröffneten A9 (Lausanne-Sion) ist rund 1 km vom Ort entfernt. Der Sporn von Belmont wird in einem rund 300 m langen Tunnel unterfahren. Durch die Autobuslinien 47 (Pully-Belmont) und 66 (Lausanne-Grandvaux) der Transports publics de la région lausannoise ist Belmont-sur-Lausanne an das Netz des öffentlichen Verkehrs angebunden.

## Geschichte

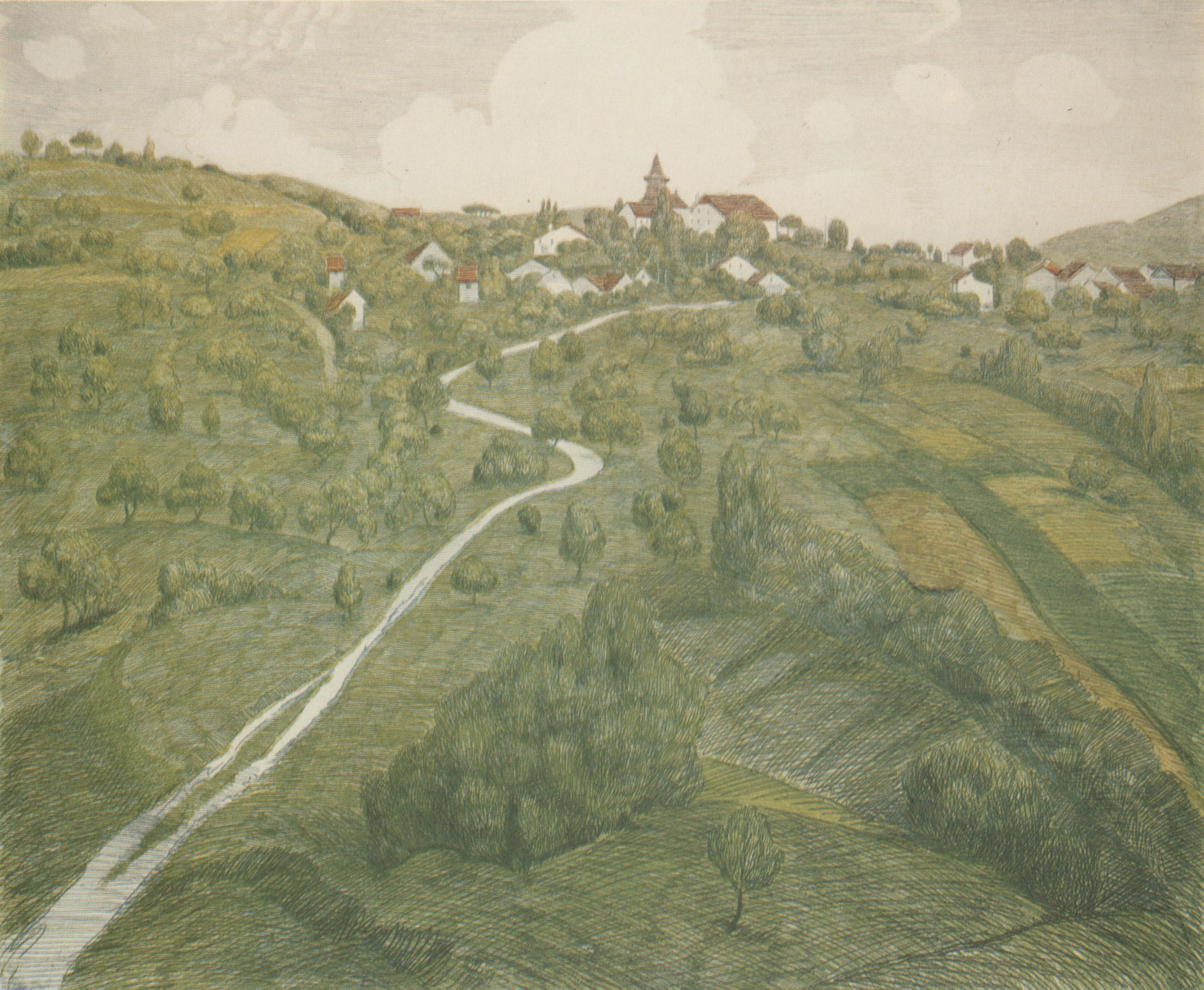
Belmont-sur-Lausanne, 1919 (Radierung von Théophile-Alexandre Steinlen)

Die erste urkundliche Erwähnung des Ortes erfolgte 1160 unter dem Namen Bellomon. 1228 erschien die Bezeichnung Belmunt und die lateinische Form apud bellum Montem (beim schönen Berg). Im Mittelalter unterstand Belmont-sur-Lausanne dem Lausanner Domkapitel, aber auch das Benediktinerkloster Lutry hatte das Recht, Zehnten und Zinsen im Ort einzutreiben. Mit der Eroberung der Waadt durch Bern im Jahr 1536 kam Belmont-sur-Lausanne unter die Verwaltung der Vogtei Lausanne. Nach dem Zusammenbruch des Ancien Régime gehörte das Dorf von 1798 bis 1803 während der Helvetik zum Kanton Léman, der anschliessend mit der Inkraftsetzung der Mediationsverfassung im Kanton Waadt aufging. 1798 wurde es dem Bezirk Lausanne zugeteilt.

## Sehenswürdigkeiten
Die erste Kirche von Belmont, die Saint-Martin geweiht wurde, geht auf das 12. Jahrhundert zurück. Umfassende Restaurierungen und Umbauten fanden im 16. Jahrhundert statt. Das Tal der Paudèze wird unterhalb von Belmont-sur-Lausanne vom 1858 bis 1862 erbauten Viadukt der Eisenbahnlinie Lausanne-Bern überspannt.